# Gare de Nogent-le-Rotrou
Gare de Nogent-le-Rotrou vasútállomás Franciaországban, Nogent-le-Rotrou településen.

## Vasútvonalak
Az állomást az alábbi vasútvonalak érintik:
- Párizs–Brest-vasútvonal
- Arrou-Nogent-le-Rotrou-vasútvonal

## Kapcsolódó állomások
A vasútállomáshoz az alábbi állomások vannak a legközelebb:
- Gare du Theil - La Rouge (Gare de Brest, Párizs–Brest-vasútvonal)
- Gare de Condé-sur-Huisne (Paris Gare Montparnasse, Párizs–Brest-vasútvonal)